# Hunter Clary
Hunter Clary (* 6. November 1997) ist ein US-amerikanischer Filmschauspieler.
Bekannt wurde er durch seine Rolle des Jungen Jack Billings im Kinofilm Transporter – The Mission aus dem Jahr 2005. Danach spielte er noch im Fernsehfilm Kleine weiße Wunder (2005), in dem er die Rolle des Jungen Miguel übernahm, und der Filmkomödie Meine Frau, die Spartaner und ich (2008) mit, wo er den jungen König Pleistarchos (Leo jr., den Sohn des spartanischen Königs Leonidas I.) verkörperte. Danach war er nicht mehr als Schauspieler tätig. Er studiert an der University of Florida.

## Filmografie
- 2005: Transporter – The Mission (Le Transporteur II)
- 2005: Kleine weiße Wunder (Snow Wonder, Fernsehfilm)
- 2008: Meine Frau, die Spartaner und ich (Meet the Spartans)